# Egeln
Egeln è una città di 3 216 abitanti situata nel land della Sassonia-Anhalt, in Germania.
Appartiene al circondario (Landkreis) del Salzland e fa parte della comunità amministrativa Egelner Mulde.